# كورتيز ألين
كورتيز ألين (بالإنجليزية: Cortez Allen)‏ هو لاعب كرة قدم أمريكية أمريكي، ولد في 29 أكتوبر 1988 في سان دييغو في الولايات المتحدة.

## وصلات خارجية
- كورتيز ألين على موقع مرجع كرة القدم المحترفة.كوم (الإنجليزية)